# 구메 구니타케
구메 구니타케(久米邦武, 1839년 8월 19일 ~ 1931년 2월 24일)는 막말 사가 번사로 근대 일본의 역사학 선구자이다. 아명을 다이지로(泰次郎)에서 훗날 조이치로(丈一郎)로 불렀다. 서양화가인 구메 게이이치로의 아버지이다.

## 생애
히젠국 사가성 아래 야와타 소로에서 사가 번사 구메 구니사토의 삼남으로 태어났다. 1854년(안세이 원년) 16세 때 사가 번교 고도관(弘道館)에 입학하여 한 살 더 많은 오쿠마 시게노부와 만난다. 유학서나 역사서, 미쓰쿠리 쇼고(箕作省吾)의 ‘곤여도식’(坤與図識 1845 간행) 등의 일본과 중국의 세계 지리서를 읽었다. 5년 후 졸업했다. 두 사람은 함께 존왕양이파인 에다요시 신요오가 결사한 ‘기사이 동맹’(義祭同盟)에 참가했다. 고도관에서의 성적은 수석을 자랑하였고, 방문한 번주 나베시마 나오히로에게 어전강의를 맡았다. 1862년(분큐 2년), 25세 때 번주의 명으로 에도를 나와 쇼헤이자카 학문소(昌平坂学問所)에서 고가 긴이치로(古賀謹一郎)로부터 배웠다. 이듬해 번으로 돌아와 고도관에서 교편을 잡았고, 선대 번주 나베시마 나오마사의 근시(近侍)를 맡았다. 30살 때 고도관의 교사로 취임했다. 1868년 31살 때부터 메이지 유신 확립 후에는 부번현 삼치제에 따라 번정 개혁 방안의 수립에 나섰다. 폐번치현 후 33살 때 나베시마 후작가의 휘하에서 일을 했으며, 이어 메이지 정부에 출사를 했다.
권소외사(権少外史) 직을 맡았던 1871년(메이지 4년) 특명 전권 대사 이와쿠라 사절단의 일원으로 구미를 시찰했다. 1871년 11월 12일 요코하마를 출항하여, 샌프란시스코에 도착한 후 다양한 역무의 하나로 추밀기록 등 조사와 각국의 종교를 시찰하도록 임무를 받았다. 미국에 반년, 영국에 4개월 동안 체류를 했고, 또한 사절 기행을 모으는 일을 담당했다. 프랑스에 3개월 머물렀고, 벨기에, 네덜란드, 프로이센, 덴마크, 스웨덴, 이탈리아, 오스트리아, 스위스 등의 국가를 방문했다. 귀로는 프랑스의 마르세유를 출발해 수에즈 운하를 거쳐, 아시아의 여러 항구를 통해 1873년(메이지 6년) 9월에 요코하마에 도착했다. 1년 9개월의 장기 시찰을 하며, 그동안 관찰에 전념했고, 하타케야마 요시나리의 통역으로 탐문 조사를 실시하여 각지에서 통계서, 개론서, 지리 역사서 등을 수집했다.
귀국 후 태정관 공무원이 되었고, 혼자 힘으로 시찰 보고서를 집필했다. 1878년(메이지 11년) 40세 때 총 100권에 달하는 「특명 전권대사 미구회람 실기」를 편찬하여 정부에서 500엔이라는 거액의 포상금을 받았다. 또한, 구메는 이 자금으로 메구로에 광대한 토지를 구입했으며, 아들 게이치로를 프랑스에 유학시켰다. 정부는 태정관 수사관으로 임명하여, 시게노 야스쓰구와 함께 대일본 편년사(大日本編年史) 등 국사 편찬에 노력한다.
1888년, 도쿄 제국 대학 교수 겸 임시 편년사 편찬 위원에 취임, 시게노 야스쓰구 등과 함께 역사서 수집 사업에 참여한다. 재직 중인 1892년, 타 구치卯吉의 권유로 잡지 ‘사카이’(史海)에 전재한 논문 ‘신도와 제천의 옛 풍속’(神道ハ祭天ノ古俗)의 내용이 문제가 되어, 두 직책을 사임했다. (구메 구니다케 필화 사건) 1895년, 오쿠마 시게노부의 초청으로 도쿄 전문학교(현 와세다 대학)로 돌아서 1922년(다이쇼 11년)에 퇴직할 때까지 역사학자로서 일본 고대사와 고문서학을 연구했다. 1931년, 노환으로 사망했다.
1982년에, JR 야마노테선 메구로역 앞에 구메의 친아들이 업적을 전시하는 구메 미술관을 열었다.

## 저서
- 《특명 전권대사 미구회람실기》(特命全権大使 米欧回覧実記), 도쿄, 1878년